# نينغشيا
نينغشيا وترجمتها سابقاً نينغسيا (بالإنجليزية: Ningxia)‏، هي منطقة ذات حكم ذاتي (منطقة نينغشيا ذاتية الحكم لقومية هوى وتلفظ بينهم خوي ) من جمهورية الصين الشعبية. تقع في شمال غرب الصين، على هضبة، يتدفق عبرها النهر الأصفر، يمتد على طول حدودها الشمالية الشرقية سور الصين العظيم، وهي موطن لشعب هوى، وهي واحدة من القوميات الـ56 المعترف بها رسميا في الصين، وعاصمتها مدينة ينشوان.
يحدها شنشى شرقاً وقانسو من جميع الاتجاهات ما عدا من الشمال ومنطقة منغوليا الداخلية من الشمال. تبلغ مساحتها حوالي 66400 كيلو متر مربع (25600 ميل مربع), وهي من أصغر المناطق مساحة وسط المقاطعات والمناطق على مستوى المقاطعة بالصين. تأسست مقاطعة نينغشيا في عام 1954 كتابعة لمحافظة قانسو، ولكن تم فصلها وإعادة تشكيلها باعتبارها منطقة ذات حكم ذاتي لشعب هوى في عام 1958. تقع هذه المنطقة الصحراوية قليلاً في سهل واسع في الشمال والتي تم ريها لعدة قرون من النهر الأصفر. تم بناء نظام واسع من القنوات على مر السنين. أدت عمليات استصلاح الأراضي ومشاريع الري الواسعة إلى زيادة إمكانية الزراعة.
تسعى منطقة نينغشيا الذاتية الحكم لقومية هوي المسلمة، بشمال غربي الصين، لتحقيق إقلاع اقتصادي باعتماد إستراتيجية تستهدف جعلها مركزا ضخما لإنتاج وتصدير الأطعمة الإسلامية الحلال، ولوازم المسلمين للبلدان الإسلامية خصوصا في الشرق الأوسط وشمال أفريقيا.
هذه المنطقة التي احتفلت في 25 أكتوبر قومية هوي ذوي الأصول العربية والفارسية الذين قدم أجدادهم إلى الصين للتجارة أو الدعوة، عبر طريق الحرير قبل مئات السنين، وبعضهم جاء إلى الصين مع جيش جنكيز خان العائد مهزوما من غزواته، فاستقروا في منطقة نينغشيا السهل الصحراوي القاحل شمال غربي الصين الذي يعبره النهر الأصفر ومحافظات أخرى على طول طريق الحرير القديم من بينها مقاطعة قانسو.
يفتخر شين تشه قانغ مدير مكتب نينغشيا للاستثمار، بكون المنطقة عرفت خلال السنتين الأخيرتين معدلات نمو هي الأعلى على الصعيد الصيني، بفضل تطويرها لقطاع الزراعة المسقية وتأهيل صناعة الأغذية الحلال ومستلزمات المسلمين، مضيفا أن ذلك لم يكن ليتحقق بدون دعم من السلطات المركزية التي وظفت أموالا ضخمة في استكمال شبكة عصرية من الطرق والسكك الحديدية وتعمل حاليا على بناء مطارين جديدين لمواكبة تنميتها السريعة الوتيرة.

## التاريخ

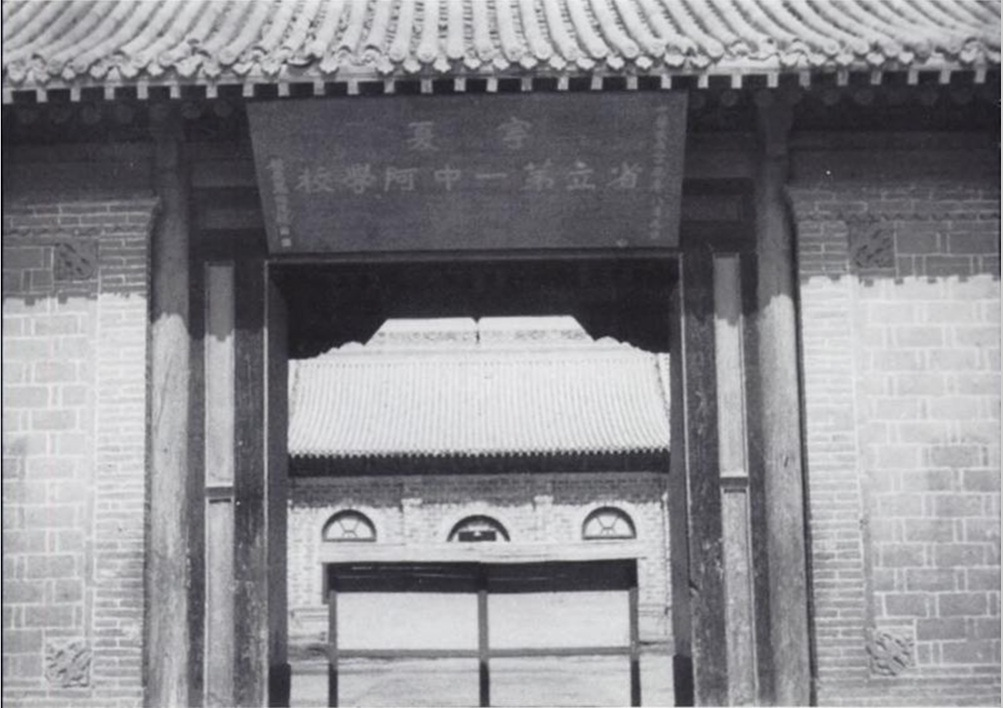
مدرسة اللغة العربية قديما

وجاء اسم المنطقة نينغشيا بعد إبادة مملكة شيشيا. وتعني كلمة «نينغ» باللغة الصينية السلام والأمن. وإدخال «نينغ» في اسم المنطقة كان يهدف إلى أن يسود المنطقة السلام والأمن الدائم.
آثار شوي دونغ قو: بداية تاريخ منطقة نينغشيا المسلمة
تعود جذور قومية الهوي الصينية إلى عهد اسرة تانغ الصينية الملكية
شوي دونغ قو هي أول منطقة اكتشفت فيها آثار تاريخية لحضارة العصر الحجري القديم، وتعرف باسم «المهد الأثري لما قبل التاريخ الصيني» و«مشهد تاريخي للتبادلات الثقافية الصينية الغربية» فحددتها الحكومة الصينية واحدا من «مئة اكتشاف تحمل أوفر مدلولات حضارية الصينية». تعتبر وحدة أثار مهمة محمية على المستوى الوطني وحديقة جيولوجية وطنية. وفازت بالجائزة الفضية «ضمن خمسين مكانا جديرا بزيارة الأجانب في الصين». وقد شكلت التضاريس الفريدة والسحرية مدينة الأشباح وثقب الاعصار وغيرها من المناظر الأكثر سحرا التي سجلت الحياة الحية منذ ثلاثين الف سنة. إن الرصيف والحواجز وكهوف مخابئ الجنود وغيرها من الأنظمة الدفاعية العسكرية المجسمة على سور طويل قديم، أصبح أكمل الساحات البنائية الدفاعية العسكرية التي تحتفظ بها الصين.
تمتع المقاطعة بمناخ أوروبي فلا تتجاوز درجة الحرارة في يوليو 24 درجة لكنها تنخفض حى 10 درجات تحت الصفر في شهر يناير ومعدل سقوط الأمطار بين 190 إلى 700 ملمتر.
اما عاصمة المقاطعة ينتشوان فهي من المدن ذات الاهمية في الصين حيث يعود تاريخها إلى العام 678 م عندما كانت تسمى هواييون وفي العام 1020 أصبح اسمها شينغتشو ثم اختارتها مملكة شيشيا عاصمة لها وكان ذلك في العام 1038 واختارت لها اسم شينغتشنج وبقيت عاصمة لها مدة 189 سنة اما في العصور اللاحقة فقد أصبحت مركزا سياسيا للنشيا ومع اقامة مقاطعة لينغشيا تحول اسمها إلى نينغشيا وبعدها إلى ينتشوان وقد شكلت المدينة ممرا مهما للعرب والفرس الوافدين إليها عن طريق الحرير البري.

## الجغرافيا

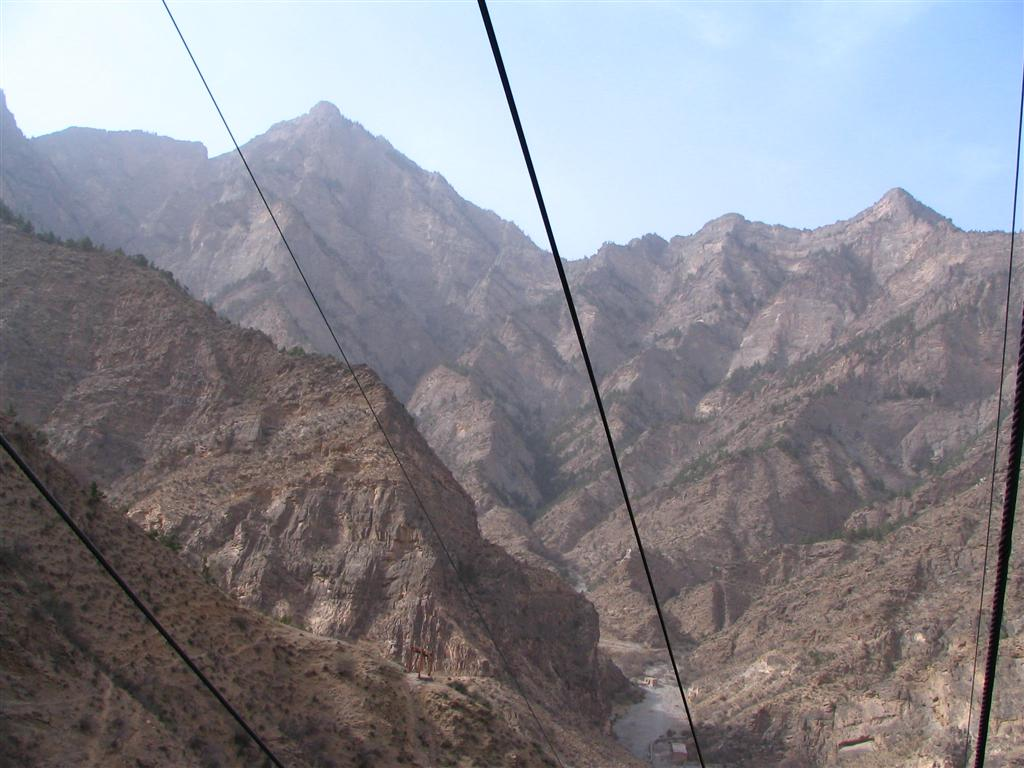
التلفريك إلى اعلى جبال هيلان

تحد نينغشيا محافظتي شانكس وقانسو ومنطقة منغوليا الداخلية.
ويمر النهر الأصفر خلال نيغيشيا. ويعد النظام البيئي في نيغيشيا من أقل المناطق البيئة التي خضعت للدراسة في العالم. ويقدر عمر بعض الأجناس النباتية في نيغيشيا بأكثر من 40,000 عام. نيغيشيا بشكل عام منطقة جافة، تتشابه طبيعتها مع الطبيعة الصحراوية. وتساهم أنظمة الري الحديثة في إنبات محاصيل فاكهة ولفبيري، وهي فاكهة محلية شعبية تستخدم بكثرة في المنطقة. وتضم صحراء نيغيشيا منطقة صحراء التنغر الواقعة في منطقة شاوباوتيو وهي إحدى مناطق مدينة تشونغوى، إحدى أهم مدن محافظة نيغيشيا. وتعتبر المنطقة الشمالية من نيغيشيا، حيث يمر النهر الأصفر من أفضل المناطق خصوبة وملائمة للحياة الزراعية. ويمر بالمنطقة خط السكة الحديدة الذي يربط بين مدينتي لانتشو ومدينة باوتو. وقد تم تشييد خط سريع فوق النهر الأصفر عند ينتشوان. في 16 ديسمبر 1920 أصاب زلزال هيوأون بقوة 8.9 المنطقة على ارتفاعات 36°و36ʹ شمالاً و 105°و19ʹ شرقاً و36.6° و105.32° شرقاً، ماأحدث سلسلة من الانهيارات الأرضية أدت إلى مصرع ما يزيد عن 200,000 نسمة. وأدت إلى تشكل أكتر من 600 من انشقاقات في القشرة الأرضية نتج عنها أكثر من 40 بحيرة جديدة. في العام 2006، أظهرت صور التقطت بواسطة الأقمار الصناعية أن من 700 إلى 200 متر في منطقة فاروشا داخا نيغيشيا – على بعد 5 كيلومترات إلى الجنوب الغربي من ينتشوان، قرب القرية النئية هيوأنغيانغتين – هيو نوذج ذو تضاريس شبيه جداً بمقياس 1:500 من منطقة أكاسي تشين وهي بمساحة 450 بـ350 كيلومتر على الحدود الهندية. وذلك بما فيه الجبال والوديان والبحيرات والهضاب، الأمر الذي لم يتم كشف أسراره حتى الآن.

### الموقع
ترتفع نينغشيا عن سطح الأرض بمتوسط يتراوح بين 1100 متر إلى 2200 متر وأعلى نقطة فيها تسمو إلى 3556 متر وتمتع بمناخ أوروبي فلا تتجاوز درجة الحرارة في يوليو 24 درجة لكنها تنخفض حى 10 درجات تحت الصفر في شهر يناير. معدل سقوط الأمطار في المقاطعة يتراوح بين 190 إلى 700 ملمتر.

### المناخ
تقع المنطقة على ارتفاع 1,200 كيلومتر (750 ميل) فوق سطح البحر وتتمتع بمناخ قاري، بمعدل درجات حرارة في الصيف يتراوح بين 17 و24 درجة مئوية، (بين 63 و75 فهرنهايت) خلال شهر يوليو، ومعدل درجات حرارة في الشتاء ينخفض إلى ما بين 7- و10- درجة مئوية (ما بين 19 و14 درجة فهرنهايت) خلال شهر يناير. ويبلغ أقصى ارتفاع لدرجة الحرارة في الصيف 39 درجة مئوية (102 درجة فهرنهايت) في الصيف، وأقل درجة حرارة قد تصل في الشتاء إلى 30- درجة مئوي (22- درجة فهرنهايت). وقد ترتفع درجة الحرارة خلال النهار إلى أعلى من 17 درجة مئوية (30.6 درجة فهرنهايت) وخاصة خلال فصل الربيع. معدل تساقط الأمطار السنوي يترواح بين 190 و700 مليميتر (بين 7.5 و27.6 إنش)، كما تتساقط الأمطار بشكل أكبر على المنطقة الجنوبية من نينغشيا.
تقع منطقة نينغشيا ذاتية الحكم لقومية هوي المسلمة وسط شمال غربي الصين، وهي من أصغر المناطق مساحة وسط المقاطعات والمناطق على مستوى المقاطعة بالصين. يشكل عدد المسلمين المقيمين في هذه المنطقة ثلث إجمالي عدد سكان المنطقة وخمس عدد سكان قومية هوي المسلمة في أنحاء الصين. لذلك، تعتبر هذه المنطقة أكبر المناطق اكتظاظا بأهالي قومية هوي المسلمة بالصين.
ابتداء من القرن الثالث عشر، توافد العرب والفرس وغيرهم من سكان وسط وغرب آسيا إلى الصين، واندمجوا مع أهالي قومية هان وغيرها من القوميات الصينية، الأمر الذي شكل قومية هوي التي تؤمن بالدين الإسلامي. وبذلك، تلقب منطقة نينغشيا ب «مقاطعة إسلامية». وساهمت قومية هوي بصفتها عضوا من أعضاء الأمة الصينية مساهمة كبيرة في حضارة الصين عامة وحضارة نينغشيا خاصة.
وتقع منطقة نينغشيا على المجرين الأعلى والأوسط للنهر الأصفر—النهر الأم للأمة الصينية، وتربط بين المناطق الصحراوية وهضبة هوانغتو أي هضبة التربة الصفراء، وتجاور منطقة منغوليا الداخلية ومقاطعتي قانسو وشنشي. وظلت حلقة وصل بين المناطق الداخلية الصينية التي يقيم فيه أهالي قومية هان والمناطق الغربية المكتظة بأقليات قومية مختلفة والصحراء التي يعيش فيها رعاة المواشي، الأمر الذي جعلها منطقة يتردد عليها ويمر بها أهالي مختلف القوميات بالصين.
إن منطقة نينغشيا مستطيلة الشكل. يبلغ طولها من الشمال إلى الجنوب حوالي 456 كيلومترا، وعرضها من الشرق إلى الغرب حوالي 250 كيلومترا. وتبلغ مساحتها 66.4 ألف كيلومتر مربع.
تشمل منطقة نينغشيا حاليا خمس مدن على مستوى الإقليم، وهي مدن ينتشوان شيزويشان وووجونغ وقويوان وجونغوي. وتتبع إلى هذه المدن مدينتا تشينغتونغشيا ولينغوو على مستوى المحافظة و11 محافظة وهي محافظات يونغنينغ وخهلان وبينغلوه ويانتشي وتونغشين وشيجي وجينغيوان ولونغده وبنغيانغ وجونغنينغ وهاييوان بالإضافة إلى أحياء شينغتشينغ وجينفنغ وشيشيا وداووكو وهوينونغ وليتونغ ويوانتشو وهونغسيباو. ويعيش أهالي قومية هوي بشكل رئيسي في مدينتي قويوان وووجونغ، ويشكل عدد سكانهم في هاتين المدينتين أكثر من 80% من إجمالي عدد سكان قومية هوي الذين يعيشون في منطقة نينغشيا.
ومن حيث التقسيم المناخي، يوجد في منطقة نينغشيا نوعان من المناخ وهما مناخ موسمي في شرقيها ومناخ جاف شمال غربيها، اما جنوب غربيها، فهو قريب من إقليم مناخ هضبة تشينغهاي- التبت الذي تسوده في البرودة بسبب ارتفاعها عن سطح البحر كثيرا. لذلك، تعتبر نينغشيا منطقة انتقالية بين ثلاث مناطق طبيعية بالصين.
ووفقا للتقسيم الإداري من حيث الاستثمار والتنمية، تقع نينغشيا في الطرف الغربي من المنطقة الاستثمارية الرئيسية وسط الصين والطرف الشرقي من المنطقة المحتاجة إلى الاستثمار غربي الصين. وإنها جزء ضمن قاعدة الطاقة والصناعتين الثقيلة والكيماوية والمنطقة الاستثمارية الخاصة بالطاقة المائية والمعادن. أما الآن، فقد أصبحت المنطقة إحدى المناطق الاستثمارية الهامة في إستراتيجية تنمية الغرب الصينية.
كانت منطقة نينغشيات مكانا يمر به «طريق الحرير» القديم المشهور في التاريخ. وتسعى حاليا لشق طريق حرير جديد عبر تعاونها مع دول غربي آسيا. وفي السنوات الأخيرة، تعززت علاقاتها مع الدول العربية يوما بعد يوم، خاصة في مجال مقاولة المشاريع المعمارية. وتروج منتجاتها الصناعية ذات ميزات قومية هوي في أسواق الدول العربية وإيران أيضا.
وقبل ثلاثين ألف عام، كان يعيش الإنسان القديم في هذه المنطقة. وخلال الفترة ما بين عامي 1038 و1227 م، أقام لي يوان هاو زعيم قومية دانغشيانغ هنا مملكة داشيا أي مملكة شيا الكبرى. واتخذ شينغتشينغفو عاصمة لها، وتقع في مدينة ينتشوان حاضرة منطقة نينغشيا في الوقت الحالي. ولأن مملكة داشيا تقع شمال غربي الصين وعلى الضفة الغربية للنهر الأصفر، فتسمى عادة ب«شيشيا» أي شيا الغربية. وفي عام 1227 م، أطاحت أسرة يوان الملكية بهذه المملكة، ودمرت جميع الآثار والتحف والمباني في مملكة شيشيا، وأصبح تاريخ شيشيا لغزا لدى الناس. لكن كثيرا من علماء مختلف الدول ينهمكون حاليا في بحث جذورها التاريخية، وصار تاريخ شيشيا علما جديدا خاصا في العالم في الوقت الحاضر.
وجاء اسم المنطقة—نينغشيا بعد إبادة مملكة شيشيا. وتعني كلمة «نينغ» باللغة الصينية السلام والأمن. وإدخال «نينغ» في اسم المنطقة كان يهدف إلى أن يسود المنطقة السلام والأمن الدائم.
وابتداء من عصر أسرة يوان الملكية، بدأ يهاجر بعض الناس المسمين ب«ضيوف هوي هوي» والذين جاؤوا من دولة فارس والدول العربية غربي آسيا إلى نينغشيا. وفي عهد أسرة مينغ الملكية، كلفت الحكومة كثيرا من أهالي قومية هوي ليرابطوا في منطقة نينغشيا كجنود لحراسة البلاد. وفي عهد أسرة تشينغ الملكية، شكلت الحكومة حكومة نينغشيا المحلية، وأصبحت هذه المنطقة منطقة يقيم فيها الكثير من أهالي قومية هوي في الصين. وتأسست مقاطعة نينغشيا عام 1929. وفي عام 1958 بعد تأسيس جمهورية الصين الشعبية، تأسست منطقة نينغشيا ذات الحكم الذاتية لقومية هوي المسلمة رسمياً.

## السكان
تمثل مقاطعة نينغشا المرتبة السادسة من أكثر تعداد السكان في الصين في إحصائية عام 2010 ميلادي، ويمثل تعداد سكانها 6301350 مليون نسمة. بحيث يبلغ عدد الرجال 3228812 مليون نسمة، أي ما يعادل 51.24%، أما النساء فيبلغ تعدادهن 3072538 مليون نسمة، أي مايعادل 48.76%. وفي مقاطعة نينغشا 35 قومية مختلفة اعتادت العيش معا وتمثل قومية الهوي المسلمة حوالي ثلث السكان بنسبة 35.24% لذا يطلق على المقاطعة أحيانا اسم منطقة الصينين المسلمين، ويمثل تعداد قومية الخان 6.41%، وقوميات أخرى تمثل 64.58% .

### اللغة
الصينية الفصحى (الماندرين) ويتكلمون بلهجتهم الخاصة.

### الديانة

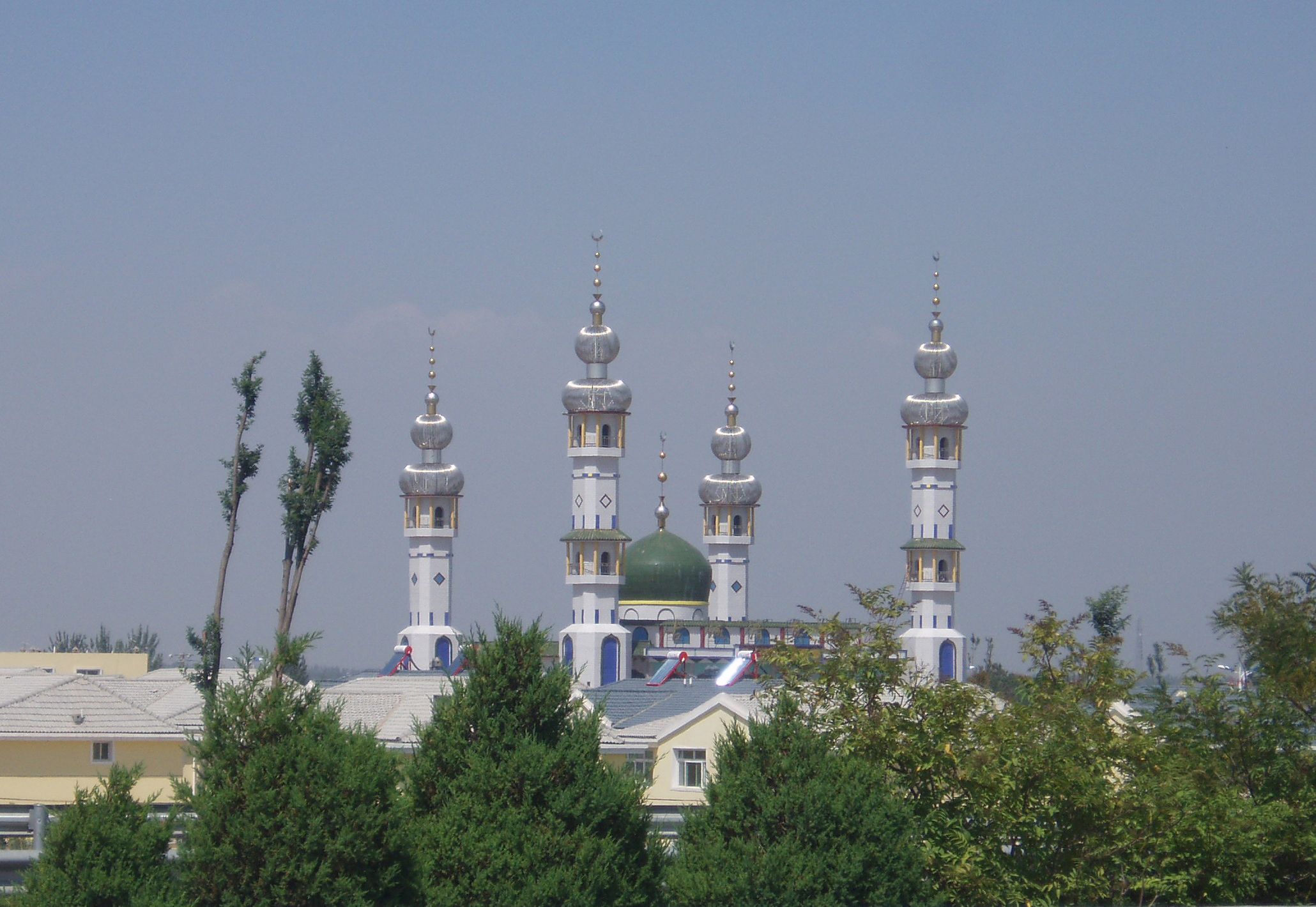
مسجد في مدينة ووتشونغ بمنطقة نينغشيا

الأغلبية العظمى من قومية هوي هم من المُسلمون وتتميز منطقة نينغشيا ذاتية الحكم بثقافة متفردة كونها المنطقة الوحيدة ذاتية الحكم لقومية مسلمة الهوية وهي التجمع الأكبر لهم في الصين وتقترب ثقافة قومية هوي جداً من الثقافة العربية نظراً لإيمانهم جميعاً بالدين الإسلامي والتماسك والترابط الطبيعي بينها وبين العشرين مليون مسلم صيني الأمر الذي أهلها بالتالي للحصول على دعم وتأييد كل المقاطعات ومناطق المسلمين بالصين للحصول على شرف عقد معرض ومنتدى اقتصادي تجاري للدول الأعضاء في جامعة الدول العربية والدول الإسلامية. بالمقابل يعتنق غالبية الهان الديانة الصينيَّة والطاويَّة والكونفوشية والبوذية. وفقًا للتحليل الديموغرافي لعام 2010، يُشكل المسلمون حوالي 34% من سكان المقاطعة، في حين يشكل أتباع الديانة الصينيَّة واللادينيين حوالي 64.8% من السكان. وفقاً للمسح الاجتماعي العام الصيني لعام 2004 توجد في منطقة نيغشيا ذاتية الحكم أقلية مسيحية تشكل حوالي 1.17% من مجمل السكان، وتملك الطائفة المسيحية كنيسة.

## الثقافة
إن نينغشيا بصفتها من المناطق الخمس الذاتية الحكم للأقليات القومية تتمتع بموارد ثقافية تاريخية عميقة وفريدة مثل ثقافات النهر الأصفر وقومية هوي والمروج وشيشيا والمنطقة النائية والثقافة الحمراء مما شكل بيئة ثقافية متميزة لنينغشيا، ومنذ الإصلاح والانفتاح قبل 30 عاما حققت نينغشيا انجازات كبيرة في مختلف المجالات وبناء على الاهتمام البالغ بها العديد منالمسارح والمعارض والمكاتب الجديدة ولمسة تطور ثقافة القرى والبلديات وثقافة الجماهير والإبداع الإيجابي وبها كثير من الكتاب والفنانين وظهرت الكثير من الأعمال الرائعة
وهذا كله جسد تطبيق العاملين بنينغشيا إستراتيجية «منطقة صغيرة تعرض ثقافة كبرى» في ظل قيادة لجنة حزب المنطقة الذاتية الحكم والحكومة.
معرض نينغشيا الثقافي والسياحي الدولي يقام في شهر مايو
و قد بدأت في العام 2009 أعمال بناء مركز عالمي للمسلمين على مساحة 250 الف متر مربع في محافظة يونغنينغ بمدينة ينتشوان وسيجمع بين العروض الثقافية والنشاطات التجارية والسياحية والتدريبات والمعونات الاجتماعية ومن المخطط ان يتكلف المشروع 800 مليون يوان (117.6 مليون دولار أمريكي) ويتألف من 13 مشروعا فرعيا بما فيها متحف عالمي للمسلمين ومعرض للدول الإسلامية ومركز للتقاليد الشعبية الإسلامية ومعهد مهني إسلامي ومأوى للأيتام.
متحف نينغشيا
ويقع متحف منطقة نينغشيا الجديد في مدينة ينتشوان عاصمة المنطقة وهو أكبر متحف شامل في المنطقة المذكورة ويعرض المتحف تراثا ماديا وثقافيا غير مادي ثمينا وتاريخ المنطقة الطويل العظيم على نحو مركز مما سلط الضوء على منتجات طبيعية وثقافة وحضارة القوميات في مقاطعة نينغشيا من العصور الماضية إلى الوقت الراهن.

### الأدب
تعتبر ثقافة أسرة شيشيا الملكية تحفة من كنوز الأمة الصينية الثقافية. بعد تأسيس جمهورية الصين الشعبية، ورثت وطورت قومية دانغ شيانغ المنجزات الفنية لثقافة أسرتي تانغ وسونغ الملكيتين بالاستفادة مما تحتويه ثقافة السهول الوسطى وثقاقة القوميات البدوية وبالتالى من تنميتهما، الامر الذي يتمخض عن ثقافة أسرة شيشيا الملكية المتميزة ذات المفاهيم العميقة.
الخط العربي لقومية هوي بنينغشيا
يعتبر الخط العربي من أجمل الخطوط في العالم. وكان الخط الصيني فنا عريقا يشمل مذاهب وأنماط مختلفة. وحقق أجداد أبناء قومية هوي من الدول العربية تبادلات ثقافية مع الصين عبر طريق الحرير في عهدي أسرتي هان وتانغ الملكيتين، وكانت اللغات وسيلة مهمة جدا للتبادل الثقافي. وتُعتبر اللغة العربية أساسا لتحقيق التبادلات في الحقل اللغوي بين الصين والدول العربية وظهور الفنون المتعلقة بذلك. وفي ظل الاندماج الثقافي ظهر فن الخط لقومية هوي.
يتابع فن الخط العربي لقومية هوي بنينغشيا فن الخط الصيني التقليدي للحفاظ على الكثافة المنتظمة والتوافق بين الشكل والجوهر حتى يصبح مميزا أكثر. وفي عملية تطوره ظهرت تدريجيا أنواع عديدة مثل الخط الكوفي والخط الثلثي والخط النسخي وخط التوقيع والخط الفارسي (يُسمى أيضا بخط التعليق) والخط الديواني وخط الريحان والخط المغربي وخط السياقة وغيرها. ولكل نوع من الخط فروع كثيرة. يتحلى كل نوع من الخط العربي لقومية هوي بلوائح وقواعد محددة للكتابة وأشكال فنية مميزة لإبراز جمال الحروف العربية والتعبير عن مشاعر الخطاطين.
الشخصيات البارزة في مجال الخط العربي بنينغشيا: ليو تشينغ شيان، تشانغ أي بو، دينغ شينغ جون.

### التعليم
الاهتمام بالتعليم الإسلامي واضح في المساجد يتواجد فيها شباب إسلامي لا يقل عددهم عن عشرين طالباً يسمونهم الخلفاء، يتعلمون القرآن الكريم وعلوم الإسلام وأحكامه ويتأهلون أئمة ودعاة ومدرسين، فهم بهذا خلفاء؛ لأنهم يخلفون من سبقوهم من الأئمة والخطباء والمؤذنين.
بالإضافة إلى هؤلاء الشباب المسلم تتواجد الفتيات اللاتي يتعلمن أمور دينهن، فالتعليم الإسلامي ليس قاصراً علي البنين فقط بل الفتاة المسلمة أيضاً تأخذ قسطاً من التعليم الإسلامي، فمثلاً في:
مدرسة باوفوجيا الإسلامية في ينجوان عاصمة نينغشيا 250 طالبة.
يوجد فيها جامعة تسمى باسمهاجامعة نينغشيا، تم تاسيسها سنة 1958م، جامعة محلية وهي بنائية مشتركة تحت إشراف وزارة التعليم والتربية الصينية وحكومة منطقة نينغشيا. جامعة نينغشيا جامعة رئيسية علي مستوى المقاطعة بإقامة مشتركة لوزارة التعليم والتربية الصينية ومقاطعة نينغشيا ذاتية الحكم لقومية هوى. تقع في عاصمة نينغشيا مدينة ينتشوان، وتقع ينتشوان في سهل ينتشوان من أعلي النهر الأصفر. وهي مدينة مشهورة بتاريخها وحضارتها في الصين. كثير من المعالم والآثار والأماكن السياحية فيها وبقربها. وهي سهلة المواصلات، يمكن أن تصل الي المدن الكبيرة الأخرى بالقطار أو بالطائرات.
جامعة نينغشيا جامعة شاملة يرجع تاريخها الي خمسين سنة، وتقرر تسعة فروع علمية، مثل النظرية أو الإنسانية والعلمية والعملية الخ. فيها تسعة وخمسون تخصصا نظاميا، وتتمتع بأربعين مؤهلة للماجستير والدكتوراه.يبلغ عدد الطلاب الذين يدرسون الآن في الجامعة الي سبعة عشر ألف نسمة. ويعمل فيها ألف وأربعمائة أستاذ متخصص. إن جامعة نينغشيا جامعة موافقة لقبول الوافدين الأجانب من قبل وزارة التعليم والتربية الصينية في الدورة الأولي. تمتاز الجامعة بالكثير من الاساتذة لتعليم الصينية الي الأجانب، ولهم وتجارب وافرة. وتتصف الجامعة بالأجهزة التعليمية الحديثة والشهرة التعليمية الطيبة.ظلت نتائج الوافدين لجامعتنا عند الامتحانات لمستوى اللغة الصينية (HSK) في طليعة الناجحين، وأحسن النتائج هو عشر درجات. لحرم الجامعة منظرجميل، وبيئتها هادئة، وهي صالحة لإكمال الدراسة العليا بالنسبة الي الوافدين
في الجامعة سبع عشر كلية وقسم التعليم وكلية الطلاب القوميين الممهدين وكلية تعليم الكبار. وتقرر الجامعة الفروع العلمية التسعة مثل الصينية الأدبية والفلسفة والهندسية والقانونية والإدارية والاقتصادية والتربية والتاريخية والزراعية.تمنح الجامعة شهادات البكالوريوس لخمسة وستين تخصصا علميا وشهادات الماجستير لثمان وأربعين تخصصا علميا وشهادات الدكتوراه لثلاثة تخصصات علمية. ويتواجد في الجامعة ألفان وثمانمائة أستاذ ومحاضر وموظف ويبلغ عدد الطلاب المختلفين في التخصصات خمسة وثلاثين ألفا وفي المكتبة مليون وستمائة ألف كتاب.

### الصحة العامة
علنت مصلحة الصحة العامة التابعة لمنطقة نينغشيا الذاتية الحكم أنه في إطار إصلاح القطاع الطبي فإن المنطقة ستتخذ عدة إجراءات لتفعيل إعداد وتأهيل أكفاء في الطب التقليدي والعقاقير الصينية من أجل الارتقاء بقدرتها على توفير خدمات الطب التقليدي الصيني.
وأوضح مدير مكتب إدارة الطب الصيني التقليدي والعقاقير الصينية يوي دا هونغ أن منطقة نينغشيا الذاتية الحكم قد نجحت في تأهيل أكثر من 1257 جامعيا ليتخصصوا في الطب الصيني التقليدي والوخز بالإبر والعلاج بالطب التكاملي بين الطبين الصيني والغربي، كما أفلحت في تنفيذ مشروع «تأهيل أطباء الأرياف المتخصصين في الطب الصيني التقليدي»، وتدريب أكثر من 700 طبيب يعمل في الأرياف على العلاج بالعقاقير الصينية والطب التقليدي الصيني. وبالإضافة إلى ذلك، نجحت في تأهيل كثير من الفنيين وأطباء الطب التقليدي الصيني عبر إقامة دورات تدريبية ومحاضرات خاصة بالطب الصيني التقليدي.
كما شجعت الأكفاء والمواهب في الطب التقليدي الصيني على تعلم الخبرات والتجارب من الأطباء الكبار في مجال الطب الصيني التقليدي. وذلك إلى جانب إقامة كثير من مراكز الطب الصيني التقليدي، واختيار المواهب والأكفاء الممتازين كل سنة للالتحاق بدورات تدريبية وتأهيلية في هذه المراكز الطبية.

## الرياضة
شاركت المقاطعة في بطولة التحدي بالصين وخرجت من أول مباراة كرة القدم من المنتخب الصيني بالخسارة بنتيجة 0-23

## السياسة
تعتبر مقاطعة نينغشا ذاتية الحكم، وهي من أكبر خمس مقاطعات ذاتية الحكم وهي مقاطعة إسلامية

## الاقتصاد

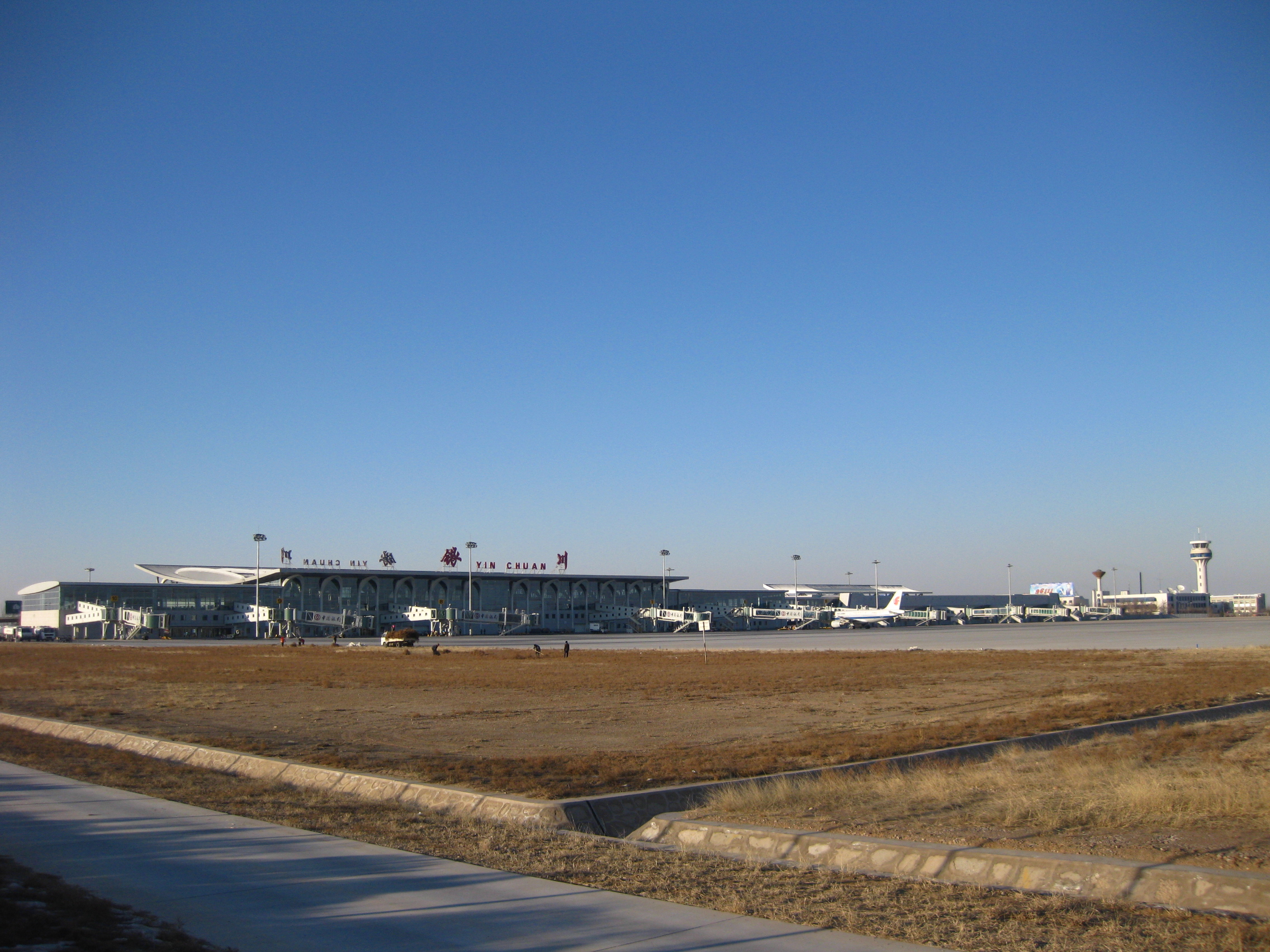
مطار ينتشوان في عاصمة نينغشيا

تعتبر من الدول التي تسير على طريق النهضة وتعتمد على الزراعة وفي الاونة الأخيرة أصبحت منفتحة على العالم
حقق منطقة نينغشيا تنميتها الاقتصادية والاجتماعية الدائمة، حيث شهدت القوة الكاملة للمنطقة تعزيزا، وتغيرت ملامح المدن والأرياف فيها تغيرا متواصلا، كما تحسنت معيشة شعبها تحسنا واضحا وملموسا. ومن أجل توسيع المجالات للانفتاح الخارجي والتعاون الدولي، طرحت منطقة نينغشيا خطة تنموية تمثلت في «السعي إلى إنشاء مركز التبادل الاقتصادي والثقافي الموجه إلى الدول الإسلامية». وأكد رئيس منطقة نينغشيا السيد وانغ تشنغ وي مؤخرا خلال مقابلته مع مراسلنا أن تسريع بناء الاقتصاد المنفتح الداخلي المتسم بالخصائص القومية يعتبر من الطرق الرئيسة وموارد أساسية لتحقق نينغشيا نموا وتطورا في المستقبل وهي الآن تسعى لتطور اقتصادي عظيم، ومن أهم أشياء التي ترفع إيراداتها كثرة المسلمين وعدد السواح، جهود كبيرة وصلت إلى عشر سنوات من التنمية، وقليل من العرب يعيشون هنالك.
تنتشر في مقاطعة نينغشا ابل الاشان ذات السنامين وهي من الحيوانات المهددة بالانقراض لذا عملت الصين على وضع مشروع حماية الإبل ذات السنامين
اقامت منطقة نينغشياعلاقات تعاونية في التكنولوجيا مع الولايات المتحدة وروسيا واليابان وكوريا الجنوبية وغيرها من أكثر من 30 دولة.
كما اقامت المنطقة العلاقات التعاومية مع منظمات دولية مثل الوكالة الدولية للطاقة الذرية ومنظمة التنمية الصناعية التابعة للامم المتحدة ومنظمة الاغذية والزراعة للامم المتحدة.
هذا وقد قامت منطقة نينغشيا بالتعاون مع هذه الدول في قطاعات الصناعة والزراعة وحماية البيئة، وحققت انجازات في هذه القطاعات. في الوقت نفسه، ساعد التعاون الدولي في اختراق الحاجز الفني ودفع المنتجات الصناعية لمنطقة نينغشيا إلى السوق العالمي، حيث صدرت منطقة نينغشيا ماكينات لاستخراج المعادن إلى روسيا، وطورت منتجات جديدة باستخدام تقنيات نمساوي وصدرتها إلى أوروبا والولايات المتحدة والشرق الأوسط واليابان وكوريا الجنوبية.

### أهم الصناعات
بإتباع السياسة الصناعية الوطنية، وتماشيا مع الإتجاه الرئيسي لتعديل الهيكل الاقتصادي، تظهر نينغشيا إظهارا تاما تفوقها الموردي لتطوير اقتصادها ذي الخصائص المحلية وتعزيز قوة جذب الاستثمارات، مبرزة نقاطا جوهرية تالية:
صناعة كيمياء الفحم: إن فحم تايشي (الأنثراسيت الممتاز) المتصف بقلة الرماد والكبريت والفسفور وعلو القوة والكثافة والقيمة الكالورية ونسبة الاستعادة ونسبة التكتل والنشاط الكيميائي هو مادة خام ممتازة لصنع الكربون النشط والكتلات الكربونية العالية الدرجة ومزيج الألكترود والكاربورندم، وله إمكانية ضخمة للاستثمار في تنميته، وسوق جيدة، وفعالية عالية. ومن خلال إظهار تفوقها الموردي تماما، توافرت ظروف لتحويل نينغشيا إلى قاعدة لكيمياء الفحم لها تأثير في الصين حتى في العالم.
الصناعة الكيميائية للغاز الطبيعي: إن حقل تشانغتشينغ للغاز الطبيعي الواقع في حوض أردوس واحد من عشرة حقول غاز طبيعي قارية كبرى في العالم، وبلغ احتياطيه المؤكد أكثر من تريليون م3 من الغاز الطبيعي، ومسافة نقل الغاز منه إلى نينغشيا هي الأقرب. كما أن منطقة نينغشيا غنية باحتياطيات الغاز الطبيعي وغاز طبقات الفحم في أماكن قريبة من المدن والأنهار تقع على الأراضي البور المستوية، بحيث تتمتع نينغشيا بتفوق موهوب لتطوير الصناعة الكيميائية للغاز الطبيعي.
والكثير من الصناعات الأخرى

## النقل والمواصلات
المطارات :
- مطار ينتشوان خه دونغ [11]
- مطار ينتشوان هيلانشان [12]
- مطار تشونغ واي شيانغشان [13]

سكك الحديد :
- بوتو لنتشو [14] (包兰铁路)
- Baozhong Railway (宝中铁路)

الطرق السريعة :
- الصين الطريق السريع الوطني 109
- الصين الطريق السريع الوطني 110
- الصين الطريق السريع الوطني 211
- الصين الطريق السريع الوطني307
- الصين الطريق السريع الوطني309
- الصين الطريق السريع الوطني312

جسور:
- جسر [بحاجة لمصدر] (陶乐黄河大桥)

نينغشيا تضع عينها على سوق مستلزمات المسلمين في الخارج
نينغشيا رمز للوجود الإسلامي في الصين
تسعى منطقة نينغشيا الذاتية الحكم لقومية هوي المسلمة، بشمال غربي الصين، لتحقيق إقلاع اقتصادي باعتماد إستراتيجية تستهدف جعلها مركزا ضخما لإنتاج وتصدير الأطعمة الإسلامية الحلال، ولوازم المسلمين للبلدان الإسلامية خصوصا في الشرق الأوسط وشمال إفريقيا.
هذه المنطقة التي احتفلت في 25 أكتوبر 2008 بالذكرى الخمسين لتأسيس المنطقة الذاتية الحكم بها من بين خمس مناطق صينية ذاتية الحكم، أقامت في أوائل سبتمبر معارض واحتفالات لإبراز «الطابع الإسلامي» لاقتصادها وتجارتها، من بينها المعرض الثالث للأطعمة الحلال بمشاركة عشرات الوفود من الدول العربية والإسلامية، وبلغت الصفقات التي أبرمت فيه نحو مليار دولار أمريكي.
تبلغ مساحة نينغشيا 66 ألف كلم مربع، ويقطنها 1ر6 مليون نسمة من بينهم 17ر2 مليون مسلم من أبناء قومية هوي ذوي الأصول العربية والفارسية الذين قدم أجدادهم إلى الصين للتجارة أو الدعوة، عبر طريق الحرير قبل مئات السنين، وبعضهم جاء إلى الصين مع جيش جنكيز خان العائد مهزوما من غزواته، فاستقروا في منطقة نينغشيا السهل الصحراوي القاحل شمال غربي الصين الذي يعبره النهر الأصفر ومحافظات أخرى على طول طريق الحرير القديم من بينها مقاطعة قانسو.
يفتخر شين تشه قانغ، مدير مكتب نينغشيا للاستثمار، بكون المنطقة عرفت خلال السنتين الأخيرتين معدلات نمو هي الأعلى على الصعيد الصيني، بفضل تطويرها لقطاع الزراعة المسقية وتأهيل صناعة الأغذية الحلال ومستلزمات المسلمين، مضيفا أن ذلك لم يكن ليتحقق بدون دعم من السلطات المركزية التي وظفت أموالا ضخمة في استكمال شبكة عصرية من طرق السيارة والسكك الحديد وتعمل حاليا على بناء مطارين جديدين لمواكبة تنميتها السريعة الوتيرة.

## وصلات خارجية
- الموقع الحكومي الرسمي (بالصينية)